# Knoppix
Knoppix (произносится «кно́пикс») — дистрибутив операционной системы семейства GNU/Linux. Один из первых LiveCD-дистрибутивов, основанных на Debian. Knoppix разрабатывается Клаусом Кноппером и сообществом Knoppix. На оптическом диске Knoppix хранится более 2 Гб (в DVD-версии — около 10 Гб) сжатого программного обеспечения, которое распаковывается автоматически по мере необходимости и на лету. Когда программы запускаются, они загружаются и удаляются из ОЗУ.
Несмотря на то, что Knoppix предназначен для загрузки с CD/DVD, присутствует возможность установки и на жёсткий диск компьютера. Также есть возможность установки на сменные и SSD-накопители. Начиная с версии 9.1 CD-версия снова выпускается. Каждая редакция распространяется на немецком и английском языках.
KNOPPIX содержит в основном бесплатное и открытое программное обеспечение, но также включает некоторое проприетарное ПО (на определенных условиях).

## Использование
Knoppix используется при необходимости восстановления нарушенной функциональности других операционных систем, в качестве операционной системы для презентаций программного обеспечения, в образовательных или ознакомительных целях.

## Состав дистрибутива Knoppix
- Графическая среда — по умолчанию LXDE, но доступны KDE, а также GNOME и Xfce4(начиная с версии 9.2).
- Пакет офисных приложений — LibreOffice, ранее OpenOffice.org.
- Программы для работы в Интернете[4].
- Программы воспроизведения и записи мультимедиа.
- Игры.
- Утилиты для администратора.
- Программное обеспечение для сервера.
- Среда разработки программ.

## Минимальные системные требования
Здесь приведены минимальные требования Knoppix:
- Intel/AMD-совместимый процессор (i686 или лучше). 64-битная версия ядра для поддержки процессоров amd64  и памяти более 4 Гб (x86_64).
- Привод CD-ROM (до версии 7.2 и старше, с версии 9.1.0 и новее) или DVD-ROM, а также съёмный накопитель для установки
- Рекомендуется 2 Гб ОЗУ для продуктивной работы.
- 32-битная архитектура пакетной базы[6]. Гибрид с 64-битным ядром.
- Стандартная SVGA-видеокарта.
- Мышь и клавиатура.

## Версии
A.D.R.I.A.N.E.(справочная аудиореализация рабочего стола и сетевого окружения) — упрощённая текстовая оболочка Knoppix со звуковым сопровождением(используется Orca).
Список основных выпусков Knoppix:
Ежегодно, Knoppix представляется на hi-tech выставках (предлагается записать на флэшку прямо на стенде), таких, как Cebit и Linux-tag, а также в Linux-журналах. Такие версии не доступны для общего пользования. Однако, из-за пандемии коронавируса в 2020–2022 годах подобные выставки перешли в онлайн-режим.

## Дистрибутивы GNU/Linux, основанные на Knoppix
- Chrome X — русская редакция, направленная на работу с вычислительным облаком
- Damn Small Linux
- DreamLinux, бразильский дистрибутив
- Kali Linux
- Kanotix[англ.]
- LinHES[англ.]
- Musix GNU+Linux[англ.], дистрибутив для музыкантов
- Poseidon Linux[англ.], дистрибутив предназначенный для научного сообщества
- Quantian[англ.], для численного и количественного анализа
- PelicanHPC, дистрибутив для построения кластеров